# Філіп Філлел
Філіп Філлел (англ. Philip Filleul, 15 липня 1885 — 29 липня 1974) — британський академічний веслувальник.
Срібний призер Олімпійських Ігор 1908 року в складі розпашної четвірки без стернового.